# Monte Penedo
Der Stückgutfrachter Monte Penedo war das erste in Deutschland gebaute seegehende Dieselmotorschiff.
1917 wurde das in Rio Grande do Sul seit 1914 aufliegende Schiff von Brasilien beschlagnahmt und als Sabara wieder in Fahrt gebracht. 1948 in Ascanio Coelho umbenannt wurde das Motorschiff erst 1969 abgebrochen.

## Geschichte
Im Februar 1912, zur selben Zeit als das weltweit erste seegehende Motorschiff, die Selandia ihre Jungfernreise antrat, lief die Monte Penedo bei den Kieler Howaldtswerken für die Hamburger Reederei Hamburg-Süd vom Stapel. Am 12. August 1912 wurde der Neubau in Dienst gestellt.
Der Antrieb bestand aus zwei Vierzylinder-Kreuzkopf-Zweitaktmotoren des Typs 4S47 (oder 4SNo.9a) der Gebrüder Sulzer aus dem schweizerischen Winterthur. Die Maschinen waren die ersten auf einem Seeschiff eingesetzten Kreuzkopf-Zweitaktmotoren von Sulzer. Jede besaß eine Leistung von 850 PS bei einer Drehzahl von 160 Umdrehungen pro Minute. Daneben waren zwei Viertaktdiesel mit jeweils 100 PS als Hilfsmaschinen verbaut.

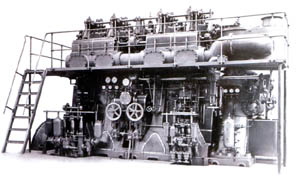
Einer der Sulzer-Motoren der Monte Penedo

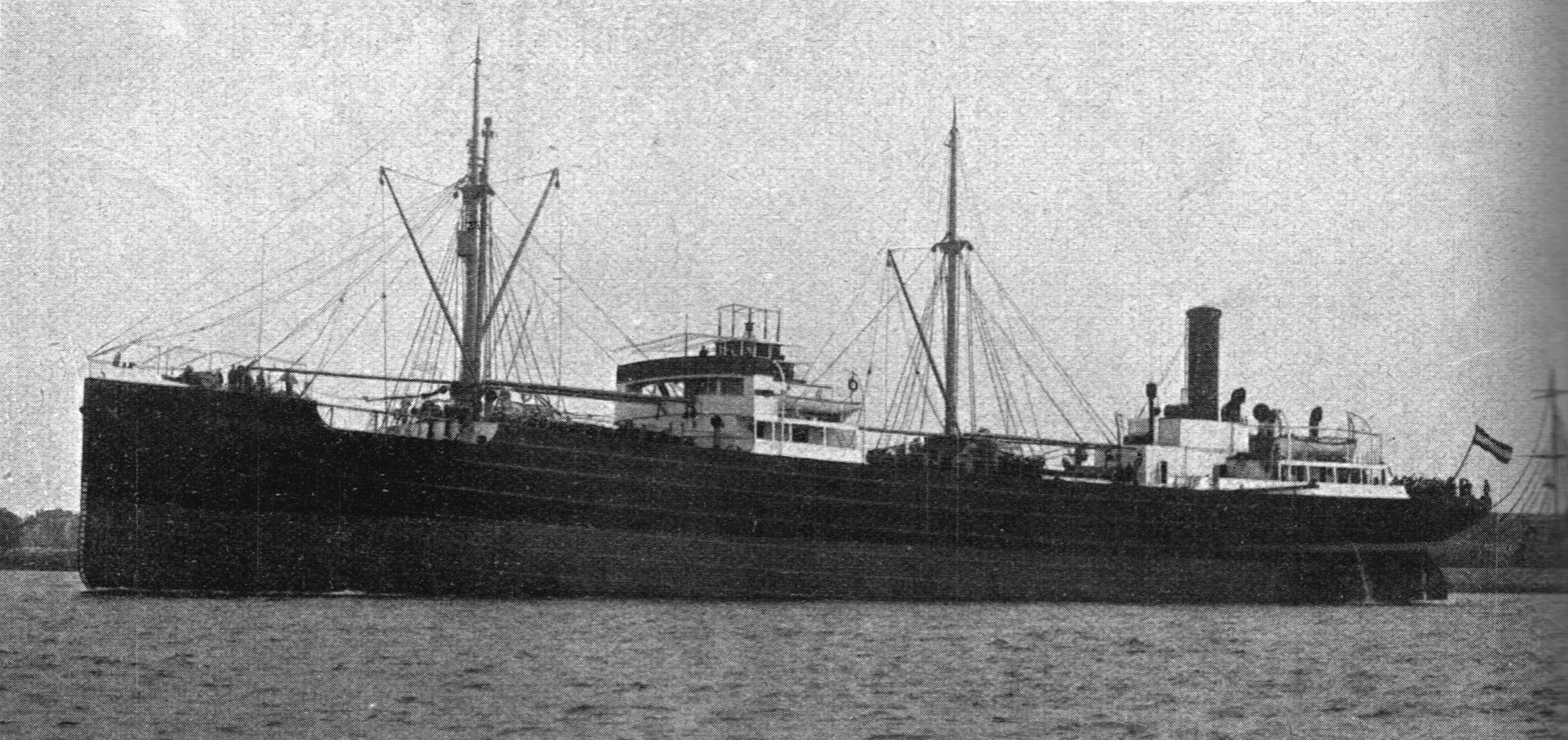
Das Motorschiff Monte Penedo (Bau-Nr. 546, Baujahr 1911) der Howaldtswerke

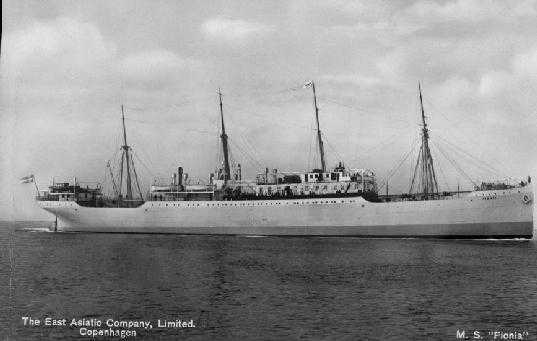
Die Christian X. noch als dänische Fionia

Die Monte Penedo kam als erstes in Deutschland gebautes Hochsee-Motorschiff in Dienst. Allerdings hatte die HAPAG im Juni 1912 ihr erstes seegehendes Motorschiff mit der Christian X. in Dienst gestellt und auf der Kieler Woche dem Kaiser vorgeführt. Am 23. Juli 1912 trat das Hapag-Schiff als erstes Motorschiff unter deutscher Flagge seine Jungfernreise über den Atlantik nach Westindien, Mexiko und New Orleansan. Das Kombischiff war bei Burmeister & Wain in Dänemark als Fiona gebaut worden und war das zweite seegehende Motorschiff weltweit nach ihrem Schwesterschiff Selandia.

### Im Dienst der Hamburg - Süd
Am 31. August 1912 trat die Monte Penedo ihre Jungfernfahrt von Hamburg über Lissabon nach Rio Grande do Sul an.  Sie lief weiter nach Buenos Aires, wo die Laufbuchsen vorsichtshalber durch verbesserte Exemplare ersetzt wurden, da Risse in den ersten Laufbuchsen festgestellt worden waren. Dann lief das Schiff zur Rückladungsaufnahme nach Rosario. Am 1. März 1914 traf die Monte Penedo wieder in Hamburg ein und hatte die letzte Etappe in 30 Tagen ohne Probleme zurückgelegt.
Der Gesamtverbrauch lag bei durchschnittlich 7200 kg Treibstoff je Seetag. Gegenüber einem Dampfer benötigte sie zehn Mann weniger Maschinenpersonal. Zu einer zweiten Reise lief das Schiff am 24. März 1914 aus.
Zu Beginn des Ersten Weltkriegs noch in Südamerika lief die Monte Penedo den brasilianischen Hafen Rio Grande do Sul an, um einer Wegnahme auf See durch die Alliierten zu entgehen und lag dort von 1914 bis 1917 auf.

### Unter brasilianischer Flagge
Im August 1917 wurde das Schiff schließlich durch die Brasilianische Regierung  konfisziert und in Sabará umbenannt. 1919 wurde sie an die französische Regierung verchartert, wo sie bis August 1922 in Dienst blieb. Nach der Rückkehr 1922 bereederte die Companhia de Navegacao Lloyd Brasileiro das Schiff und erwarb es 1927 ganz. Im Zweiten Weltkrieg ist das Schiff innerhalb von Konvois nicht feststellbar.
Im Zweiten Weltkrieg wurden 1942 die Motoren durch neue leistungsstärkere Sulzer-Motoren ersetzt oder erst 1949. Im Jahr 1948 taufte man das Schiff auf Ascanio Coelho um und es blieb unter dem neuen Namen nochmals zwei weitere Jahrzehnte in Fahrt, bevor sie schließlich ab Dezember 1969 in Rio de Janeiro verschrottet wurde.